# Ratio Studiorum

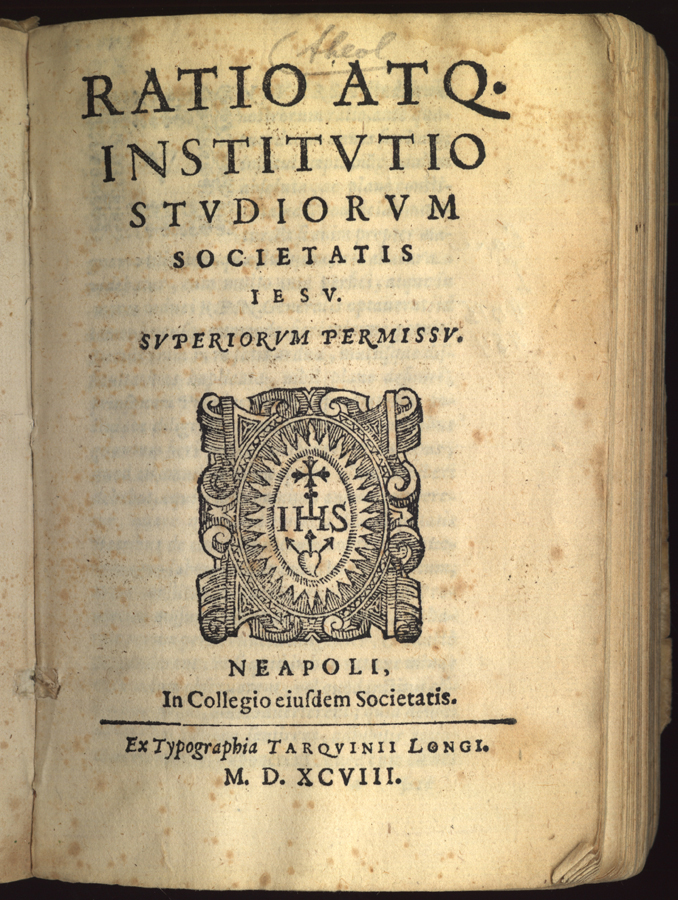
Ratio Studiorum

O Ratio atque Institutio Studiorum Societatis Iesu (em português: Plano e Organização de Estudos da Companhia de Jesus), normalmente abreviada como Ratio Studiorum, é uma espécie de coletânea, fundamentada em experiências vivenciadas no Colégio Romano, a que foram adicionadas observações pedagógicas de diversos outros colégios, cujo objetivo era instruir rapidamente todo o jesuíta docente sobre a natureza, a extensão e as obrigações do seu cargo. O Ratio surgiu com a necessidade de unificar o procedimento pedagógico dos jesuítas diante da explosão do número de colégios confiados à Companhia de Jesus como base de uma expansão em sua totalidade missionária. Constituiu-se numa sistematização da pedagogia jesuítica contendo 467 regras cobrindo todas as atividades dos agentes diretamente ligados ao ensino e recomendava que o professor nunca se afastasse do estilo filosófico de Aristóteles, e da teologia de Santo Tomás de Aquino.
Em 1584, o Padre Aquaviva, novo superior geral da Ordem Jesuíta, nomeia uma comissão encarregada de codificar as observações que foram reunidas em Roma. O anteprojeto motivado, redigido em 1586, depois de haver sido submetido às críticas dos executores e de haver sido remanejado por nova comissão, torna-se o texto de 1591 e toma forma definitiva no Ratio Studiorum, promulgado em 8 de janeiro de 1599. Segundo Maria Luisa Santos Ribeiro (História da Educação Brasileira- A Organização Escolar 17ª ed), em 1599 foi o ano em que se publicou o programa do Ratio. Fica evidente que o objetivo era instruir o silvícola à moda européia, promovendo a sua civilização. Além disso a elite colonial seria instruída em valores morais cristãos, bem dentro da lógica da Reforma Católica do Século XVI. Assim, teríamos a mesma escola, mas com objetivos bem diferentes: para a elite, a instrução moral e administrativa; para os nativos a catequese. A estrutura pedagógica das escolas do Ratio Studiorum era idêntica à das nossas escolas do Brasil contemporâneo, já que os alunos aprendiam em salas de aulas, divididos em níveis (classes) e realizavam provas, geralmente orais. Em 1759, com a expulsão dos Jesuítas do Brasil, houve a paralisação dos trabalhos que estes desenvolviam na colônia. Na época da sua expulsão existiam no país vinte colégios, doze seminários, além de um colégio e um recolhimento feminino.